# 輻射冷卻
輻射冷卻是指物件透過輻射散去熱能的過程。
在氣象學上，地球表面所吸收的太陽熱能，到了夜晚會向天空發射出長波輻射，如果夜間天氣晴朗、微風及乾燥的情況下，地表的溫度會快速冷卻，產生突然降到低溫的情形，就是所謂的「輻射冷卻效應」。在日間時，地面吸收來自太陽熱能的速度比散發的快，因此氣溫就會上升；到了夜晚，地面吸收來自太陽熱能的速度比散發的慢，氣溫就會下降。另外，雲層會阻隔輻射冷卻，空氣中的水份會阻擋地面的熱能向外散發，因此部分天氣晴朗以及乾燥的地方，夜間溫度下降的速度會特別快。